# Iwan Jastriebow
Iwan Pawłowicz Jastriebow (ros. Иван Павлович Ястребов, ur. 7 stycznia?/20 stycznia 1911 w Sulinie w Obwodzie Wojska Dońskiego, zm. 2002 w Moskwie) – radziecki metalurg i działacz partyjny.

## Życiorys
Początkowo uczył się w szkole fabrycznej, od września 1928 do września 1931 studiował w Instytucie im. Liebknechta, a od września 1931 do września 1936 w Uralskim Instytucie Politechnicznym im. Kirowa. Od września 1936 do maja 1945 pracował w fabryce metalurgicznej w Łyświ w obwodzie swierdłowskim/permskim/mołotowskim jako majster odlewni, kierownik grupy konstruktorsko-technologicznej oraz szef specjalnego biura technicznego i działu technicznego. Od 1941 należał do WKP(b). Od maja 1945 do lipca 1946 pracował w mieszczącej się w Niemczech instytucji należącej do Ministerstwa Czarnej Metalurgii ZSRR, od lipca do grudnia 1946 ponownie był szefem działu technicznego zakładu metalurgicznego w Łyświ, a od grudnia 1946 do kwietnia 1950 partyjnym organizatorem KC WKP(b) w tym zakładzie, następnie od kwietnia 1950 do grudnia 1951 I sekretarzem Komitetu Miejskiego WKP(b) w Łyświ. Potem kierował Wydziałem Przemysłu Ciężkiego, a od maja 1952 do czerwca 1953 Wydziałem Budownictwa i Materiałów Budowlanych Komitetu Obwodowego WKP(b)/KPZR w Mołotowie (obecnie Perm), od czerwca do września 1953 kierował Wydziałem Przemysłowo-Transportowym Komitetu Obwodowego KPZR w Mołotowie, od września 1953 do października 1954 był I sekretarzem Komitetu Miejskiego KPZR w Mołotowie. Od 1954 do września 1962 był zastępcą kierownika Wydziału Przemysłu Ciężkiego KC KPZR, od września 1962 do marca 1984 I zastępcą kierownika Wydziału Przemysłu Ciężkiego/Wydziału Przemysłu Ciężkiego i Energetyki KC KPZR, od 9 kwietnia 1971 do 23 lutego 1981 był członkiem Centralnej Komisji Rewizyjnej KPZR, a od 1971 do maja 1976 p.o. kierownika Wydziału Przemysłu Ciężkiego i Energetyki KC KPZR. Od 3 marca 1981 do 25 kwietnia 1989 był zastępcą członka KC KPZR, a od marca 1984 do października 1988 kierownikiem Wydziału Przemysłu Ciężkiego i Energetyki KC KPZR, następnie przeszedł na emeryturę. Pochowany na Cmentarzu Kuncewskim.

## Odznaczenia i nagrody
- Order Lenina (dwukrotnie)
- Order Rewolucji Październikowej
- Order Czerwonego Sztandaru Pracy (trzykrotnie)
- Nagroda Stalinowska (1943)